# Careproctus vladibeckeri
Careproctus vladibeckeri är en fiskart som beskrevs av Anatoly Petrovich Andriashev och Stein, 1998. Careproctus vladibeckeri ingår i släktet Careproctus och familjen Liparidae. Inga underarter finns listade.